# 青島妃菜
青島 妃菜（あおしま ひな、2001年〈平成13年〉12月26日 - ）は、日本のファッションモデル。静岡県出身。
2014年の「第18回ニコラモデルオーディション」でグランプリを受賞。同年9月より、ファッション雑誌『nicola』（ニコラ）の専属モデルとして活動している。2022年までレプロエンタテイメントに所属していた。

## 人物

### 好きなブランド・ファッション
- 好きなファッションはカジュアル。
- 好きなブランドはラブトキシック、レピピアルマリオ、ピンクラテ、WEGO。

### 趣味・特技
- 趣味は音楽を聴くことと、映画を見ること、ショッピングすること。
- 特技は変顔5連発とツッコむこと。

## 出演

### 雑誌
- nicola（2014年 - 2018年、新潮社） - 2014年9月発売の10月号より専属モデル、2018年3月末に5月号を以て同誌卒業。

### テレビ
- 下町ロケバラエティ番組 浅草うず九（2018年1月14日 - 4月2日、テレビ東京）[1]
- すイエんサー（2018年4月3日 - 2023年3月27日、NHK Eテレ） - すイエんサーガールズ

### ウェブ
- 原宿アベニュー、けやき坂アベニュー（2018年2月3日[2]・4日[3]、AbemaTV） - MC（大川藍の代役）[4]
- 浅草九スタ（2018年4月 - ） - 毎週月曜日出演
- * MelTV（2018年7月4日[注 1] - 2020年6月、YouTube） - 元レギュラーメンバー[7]
- ローリエプレス「青島妃菜ちゃんが選ぶ今イチ押しのプチプラコスメ」（2020年、ローリエプレス）